# Boronkay Gábor
Boronkay Gábor Gyula, ritkábban: Boronkai Gábor (Budapest, 1889. február 11. – 1942. szeptember 7.) magyar nemzetközi labdarúgó-játékvezető.

## Pályafutása

### Labdarúgóként
A Piaristákhoz járt iskolába, ahol 1902-ben kezdett futballozni. Rövidesen a MAC-hoz került. Itt rövid ideig atletizált, majd labdarúgó lett. Balszélső, balhátvéd, majd sérülése után kapusként szerepelt. Játékos pályafutása után a labdarúgócsapat vezetőségében tevékenykedett 1924-ig.

### Nemzeti játékvezetés
Játékvezetésből 1908-ban Budapesten, a Bíró Bizottság előtt vizsgázott. Az MLSZ által üzemeltetett labdarúgó bajnokságokban gyakorló bíróként kezdte sportszolgálatát. A Bíró Bizottság javaslatára NB II-es, 1916-tól III. fokú - a legmagasabb minősítést 9 év alatt lehetett elérni - bíróként NB I-es. Korabeli irodalom szerint 1917–1935 között korának egyik legkiválóbb játékvezetője. Professzionista bíró. Magyarországon a professzionista játékvezetés 1926–1934 között tartott. A professzionista labdarúgás felszámolásával ugyancsak felszámolták a címzetes professzionista (valójában amatőr) bírói keretet is. Küldési gyakorlat szerint rendszeres partbírói szolgálatot is végzett. A nemzeti játékvezetéstől 1939-ben visszavonult.
| Időpont              | Helyszín                  | Mérkőzés típusa          | Mérkőzés                             | Eredmény | Nézők száma |
| -------------------- | ------------------------- | ------------------------ | ------------------------------------ | -------- | ----------- |
| 1916. szeptember 10. | Határúti pálya, Budapest  | első NB I-es mérkőzése   | III. Kerületi TVE–Törekvés SE        | 0 – 2    | 1000        |
| 1939. december 3.    | Városi pálya, Szombathely | utolsó NB I-es mérkőzése | Szombathelyi Haladás–Szolnoki MÁV FC | 2 – 1    | 2500        |

### Nemzetközi játékvezetés
A Magyar Labdarúgó-szövetség (MLSZ) tagjaként a Magyar Futballbírák Testülete (BT) terjesztette fel nemzetközi játékvezetőnek, a Nemzetközi Labdarúgó-szövetség (FIFA) 1925-től tartotta nyilván bírói keretében. Több válogatott és nemzetközi klubmérkőzést vezetett, vagy működő társának partbíróként segített. A nemzetközi játékvezetéstől 1935-ben búcsúzott. Válogatott mérkőzéseinek száma: 2

#### Olimpiai játékok
Az 1928. évi nyári olimpiai játékokon a FIFA JB bíróként foglalkoztatta. Partbíróként nem végzett szolgálatot.
| Időpont         | Helyszín                     | Mérkőzés típusa | Mérkőzés                                                         | Eredmény | Nézők száma |
| --------------- | ---------------------------- | --------------- | ---------------------------------------------------------------- | -------- | ----------- |
| 1928. május 30. | Olimpiai Stadion, Amszterdam | első forduló    | Spanyolország az olimpiai játékokon–Mexikó az olimpiai játékokon | 7 – 1    | 2 344       |

## Sportvezetőként
1917-ben megalakult Magyar Futballbírák Testülete (BT) tanácstag tagja. 1918-ban a Budapesti Alosztály egyik titkára. 1933-ban a Társadalombiztosító Intézet számtanácsosaként a Népjóléti Minisztérium Sport Egyesületének (NMSE) futballigazgatója volt, 1935-ben az Országos és budapesti alosztály egyik titkára.

## Szakmai sikerek
1927-ben az angol Albert Prince-Cox, a Magyarország–Ausztria (5–3) mérkőzés vezetője átnyújtotta neki és Ábrai Zsigmond partbírójának az angol játékvezető-szövetség díszjelvényét azzal, hogy a jelvény egyúttal tagságot is jelent. 1935-ben a Magyar Futballbírák Testülete (BT) nyilvántartása szerint szakmai munkájának elismeréseként, 1933-ban a 25 éves, kiemelkedő játékvezetői pályafutásának elismeréseként arany jelvényt, arany oklevelet, valamint 1923-ban a 15 éves szolgálatáért ezüst jelvényt kapott.

## Külső hivatkozások
- Boronkai Gábor. World Referee. [2016. március 7-i dátummal az eredetiből archiválva]. (Hozzáférés: 2016. január 2.)
- Boronkai Gábor. footballzz.com. (Hozzáférés: 2016. január 2.)
- Boronkai Gábor. footballdatabase.eu. (Hozzáférés: 2016. január 2.)
- Boronkai Gábor. eu-football.info. (Hozzáférés: 2016. január 2.)
- Boronkai Gábor. nela.hu. (Hozzáférés: 2016. január 2.)